# Ruta Provincial E 50 (Córdoba)
La Ruta Provincial E 50 es una via de comunicación no pavimentada en su totalidad, ubicada al sudeste de la Provincia de Córdoba, en la República Argentina.
Su trazado se inicia en el sur de la ciudad de La Carlota, en cercanías  de la  RP 4 , y finaliza en el límite con la Provincia de Santa Fe, en cercanías de la ciudad de Rufino.

Transcurre sus 114 km por una zona agrícola-ganadera.
 
Su uso es reducido debido a que no posee asfalto, además, la región en la que se encuentra es una zona de bañados (bañados de La amarga), lo que implica que en temporada de lluvias, en algunos sectores, su uso es imposible debido a la presencia de agua sobre su trazado. No obstante esto, para algunos parajes, es la única opción de acceso, esto significa que si la ruta está inundada, los habitantes de éstos parajes, quedan incomunicados, por ejemplo la comuna de Assunta

## Localidades
A lo largo de su derrotero, esta ruta atraviesa muy pocos centros urbanos, y de baja población. En algunos casos, son solo parajes que pertenecían al ferrocarril (FCGSM). En itálica se consignan las cabeceras departamentales. Entre paréntesis se consignan los datos de población según censo INDEC 2010
- Departamento Juárez Celman: La Carlota (12.722), Assunta (73)
- Departamento Unión: Viamonte (1.594)
- Departamento Presidente Roque Saenz Peña: La Cesira (1.318)

## Recorrido
|  |  | tKDSTa |

|  |  | tBHF |

|  |  | tSTR |

|  |  | tSTR+GRZq |

|  |  | tSTR |

|  |  | tBHF |

|  |  | tSTR |

|  |  | tSTR+GRZq |

|  |  | tSTR |

|  |  | tBHF |

|  |  | tSTR |

|  |  | tSTR+GRZq |

|  |  | tSTR |

|  |  | tKDSTe |

## NOTAS
1. ↑   El kilometraje fue tomado del amojonado en ruta. En caso de ausencia de los mismos, se calculó según información disponible en Internet, o verificación in situ .
2. ↑   Datos oficiales según Dirección de Estadísticas y censos del Gobierno de la Provincia de Córdoba, año 2010 Según datos INDEC